# TT37
Das Grab TT37 (engl. Theban Tomb 37 = Thebanisches Grab Nr. 37) befindet sich in der Nekropole von al-Asasif in Theben-West in Ägypten. Es stammt aus der Äthiopenzeit (um 700 v. Chr.) und gehörte Harwa, dem Oberhofmeister unter Amenirdis I. Die Anlage ist der erste monumentale Grabbau der 25. Dynastie im nördlichen Asasif.
Harwa wählte als Lagepunkt die Kreuzung zwischen dem ehemaligen Aufweg des Mentuhotep-Tempels und einem Nekropolenweg. Das Großgrab ist vom Süden zugänglich. Es besteht aus einer unterirdischen Abfolge von Lichthof, Tornische, zwei Pfeilersälen und einen um die gesamte Anlage verlaufenden Korridor. Im Sanktuar steht als Kultstelle eine halbplastische Osiris-Statue. Das 65 × 75 m große Grab blieb unvollendet. Über die Oberbauten ist nichts weiter bekannt.

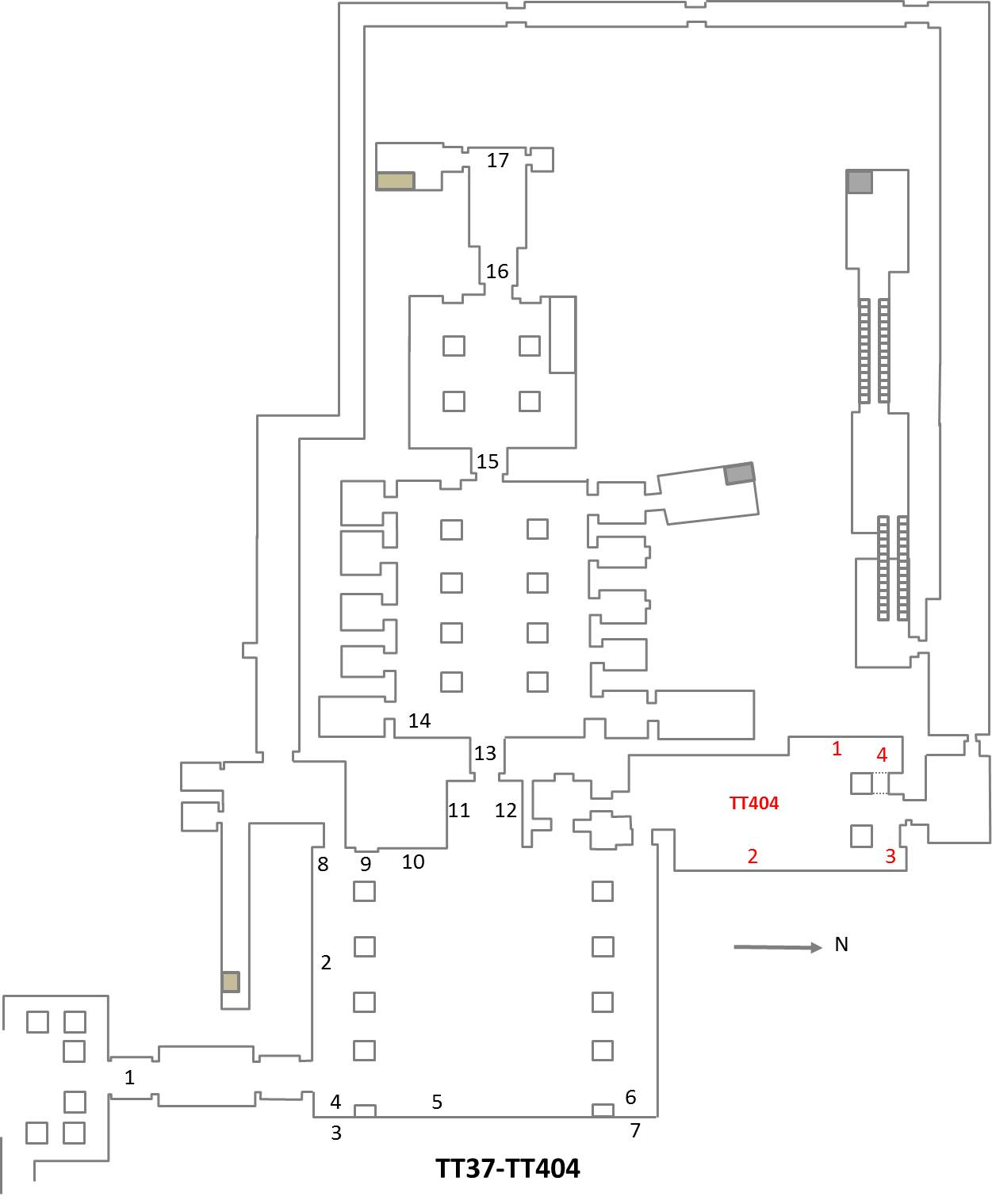
Plan der Gräber TT37 und TT404

TT37 wird seit 1995 von einem Team aus Mailand unter der Leitung von Francesco Tiradritti untersucht.